# Es ist Krieg und wir gehen hin
Es ist Krieg und wir gehen hin ist ein Buch des Schweizer Arztes und Psychoanalytikers Paul Parin. Es schildert die Erfahrungen einer Gruppe von Ärzten bei den Partisanen in Jugoslawien gegen Ende des Zweiten Weltkriegs, die als chirurgische Mission der Schweizer Ärzte- und Sanitätshilfe (Centrale Sanitaire Suisse – CSS) tätig waren. Der Zeitraum der Handlung verläuft von Herbst 1944 bis zum Sommer 1946. Erst über 40 Jahre später hat Parin das Buch verfasst: in den Jahren 1989 bis 1990, kurz vor dem Zerfall Jugoslawiens.
Die Beschreibung der Rückreise aus Jugoslawien über Triest in die Schweiz wird in dem Buch bewusst ausgespart. Diese hatte Parin bereits einige Jahre zuvor in einem separaten Text – „Kurzer Aufenthalt in Triest oder Koordinaten der Psychoanalyse“ – dargestellt.

## Bedeutung
Parins Buch setzt sich – aus psychoanalytischer Perspektive – mit den Erfahrungen einer vorübergehend gelingenden gesellschaftlichen Emanzipation sowie deren Scheitern auseinander. Das prägende Erlebnis eines „brüderlichen Sozialismus“ hatte im ursprünglich geplanten Titel des Buches „Reise an den Rand der Utopie“ seinen Ausdruck finden sollen. Vor dem Hintergrund des Zusammenbruchs des Realsozialismus, der sich in den Jahren der Niederschrift des Buchs gerade vollzog, schien jedoch der Begriff der Utopie in Misskredit geraten und für einen Buchtitel ungeeignet zu sein.
Darüber hinaus bilden die Jugoslawienerfahrungen einen wesentlichen Anstoß für die Entstehung der Ethnopsychoanalyse. Wie Parin rückblickend feststellt, hatten er und seine Frau, Goldy Parin-Matthèy, als Psychoanalytiker „die Utopie nicht aufgegeben, aber das politische Feld verlagert. (Später einmal hat Goldy das so ausgedrückt: „Für mich ist die Psychoanalyse die Fortsetzung des Guerillakampfes mit anderen Mitteln.“)“
Die Beschreibung der letztendlichen Rückreise schlägt den Bogen sogar noch weiter: er verknüpft Stationen der Reise mit Reflexionen, die die Entwicklung der Psychoanalyse insgesamt betreffen.

## „Sozialismus mit brüderlichem Antlitz“
Die Ärzte des CSS wurden nach Bedarf an unterschiedlichen Stellen eingesetzt. Parins Erfahrung eines „Sozialismus mit brüderlichem Antlitz“ bezieht sich vor allem auf seine Tätigkeit als Chirurg in einem Krankenhaus auf der Insel Badija bei Korčula. Die Rahmenbedingungen waren geprägt von einer „von Krieg, Revolution, Mangel und Hoffnung bestimmten Lebensform“. Eine prägende Rolle für das Leben im Partisanenkampf spielten zudem einige Grundsätze, die von jedem einzuhalten waren. Parin nennt deren vier:
- Gnadenloser Kampf gegen die Besatzer
- Verleugnung aller Gegensätze zwischen den jugoslawischen Völkern
- Fürsorge für alle Verwundeten und Kranken des Befreiungskrieges
- Verbot jeder Liebes- und sexuellen Beziehung unter Kämpferinnen und Kämpfern

Vor diesem Hintergrund hebt Parin einige charakteristische Aspekte für die real gewordene Utopie hervor. So herrsche ein starkes Gefühl der Zusammengehörigkeit zur Kampftruppe, das durch „geschwisterliche Beziehungen“ geprägt sei. Die Gleichrangigkeit unter Brüdern bzw. Geschwistern habe autoritäre, hierarchische Verhältnisse abgelöst. Das gelte insbesondere auch für die militärischen Strukturen des Partisanenkampfes, aus denen der Befehl eines Oberen an einen Unteren verschwunden sei: „Im Guerillakrieg gibt es Zeichen, Signale, aber keine Befehle. Die Führung lässt wissen, was geschehen sollte. Die Kämpfer und Kämpferinnen sind es, die der Lage entsprechend entscheiden, ihrer Entscheidung gemäß zu handeln.“ Das komme auch in den Umgangsformen untereinander zum Ausdruck. „Niemand lässt sich anbrüllen, der Ton von Herr und Knecht ist vergessen.“
Zudem haben sich, entsprechend den gegebenen Rahmenbedingungen, die wirtschaftlichen Grundlagen verändert. Das Leben findet in einer Art Verteilungsökonomie statt, ohne Geld oder Währung. Das Verfolgen von individuellen ökonomischen Vorteilen zu Lasten anderer sei belanglos geworden. „Da alles verteilt wurde, was da war, und niemand etwas hatte, was anderen abging, war der Übergang in die andere Wirtschaftsform mühelos. … Unmerklich waren wir in das sorglose Leben eines Ur- oder Primitivsozialismus hineingeraten. Unter solchen Umständen ist es sehr leicht, ganz zu vergessen, wie es ist, wenn man Geld braucht.“

## Psychoanalytischer Blick auf das Scheitern der Utopie
Bereits vor Ende des Krieges mehren sich für Parin die Zeichen, dass die real gewordene Utopie nicht von Dauer sein wird. Ein neuer Staat wird organisiert, mit Verwaltung, Armee, Staats- und Geheimpolizei. Viele ehemalige Partisanenkämpfer durchlaufen Schulungen mit dem Erfolg, dass sie nun auswendig gelernte Passagen aus Texten Stalins zitieren können. „Die Vorkämpfer der Freiheit hatten sich unversehens in Musterschüler verwandelt.“ „Sie waren unselbständige, brave und ängstliche Buben geworden, ohne eigene Meinung, vollgestopft mit Schlagworten und marxistischen Leerformeln.“ Hierarchisch-autoritäre Strukturen beginnen wieder, die Verhältnisse des Lebens zu bestimmen. Dafür exemplarisch gibt Parin eine Beobachtung seiner Frau Goldy Parin-Matthéy wider, bei der ein Partisan einen anderen anbrüllt, er solle die Knöpfe seiner Uniform ordentlich schließen, und merkt an: „Aber das Schlimmste ist nicht der Brüller, das ist der andere, der folgt... Aus der Praxis der Kampfgemeinschaft ist der „Neue Mensch“ nicht entstanden. Aber hatten wir nicht mit ihm gelebt? Jetzt hat er sich von innen aufgelöst.“ „Der Untertan war wieder auferstanden.“
Verantwortlich für das Scheitern der Utopie sieht Parin insbesondere folgende Elemente:
1. Parin betont die Beharrlichkeit von Traditionen und damit verbundenen autoritären Strukturen, die mit Ende des Krieges eine Einordnung in die neu geschaffenen Hierarchien begünstigten. Hierfür greift Parin auf psychoanalytische Überlegungen Sigmund Freuds aus dem Jahr 1933 zurück, in denen Freud die Rolle verschiedener Instanzen der „psychischen Persönlichkeit“ und dabei insbesondere die des sog. „Über-Ich“ näher dargelegt hatte. Das Über-Ich sieht Freud als Instanz der Selbstbeobachtung, des Gewissens und der Idealfunktion und führt aus, dass in der Erziehung von Kindern in der Regel „die Vorschriften des eigenen Über-Ichs“ dominieren.[15] Daher werde das „Über-Ich des Kindes eigentlich nicht nach dem Vorbild der Eltern, sondern des elterlichen Über-Ichs aufgebaut; es erfüllt sich mit dem gleichen Inhalt, es wird zum Träger der Tradition, all der zeitbeständigen Wertungen, die sich auf diesem Wege über Generationen fortgepflanzt haben.“[16] Die Konsequenz ist aus Sicht Freuds: „Die Menschheit lebt nie ganz in der Gegenwart, in den Ideologien des Über-Ichs lebt die Vergangenheit, die Tradition der Rasse und des Volkes fort, die den Einflüssen der Gegenwart, neuen Veränderungen, nur langsam weicht“.[17] Der brüderliche Sozialismus der Partisanen unterbricht dieses Kontinuum der Geschichte zwar, jedoch ohne es außer Kraft zu setzen und nachhaltig zu verändern.
2. Aus Parins Sicht ist diese Konstellation mit einem zweiten Element verbunden. Der Zusammenhalt der gelebten Utopie sei in einem starken Maße von außen hergestellt worden: durch den gemeinsamen Feind. Als dieser wegfiel, „der äußere Feind besiegt und verschwunden war, kam das patriarchale Erbe, das Überich mit seiner Kraft zur Unterwerfung und Selbstbestrafung in jeder einzelnen Person zum Zug.“[18]
3. Schließlich erkennt Parin bereits im Streben nach einer Utopie eine innere Ambivalenz. In ihm sieht er sowohl den Wunsch nach einer Überwindung der Tradition als auch den Wunsch nach deren Beibehaltung enthalten. Das Streben der Utopie geht sozusagen in zwei Richtungen gleichzeitig: nach vorwärts in ein besseres und freies Leben mit einer Emanzipation von Herrschaft, aber auch nach rückwärts, zu den autoritären Strukturen der „Traditionen von Heimat, Glaube, Familie“, wenngleich diese „nie wirklich Zufriedenheit und Glück gebracht haben“.[19]

## Auf dem Weg zur Ethnopsychoanalyse
Die „Widersprüchlichkeit des Befreiungskampfes“, die Erfahrung einer gelebten Utopie sowie deren Scheitern führten bei Parin und seiner Frau Goldy Parin-Matthéy zur Entscheidung, selbst eine psychoanalytische Ausbildung zu absolvieren und als Analytiker tätig zu werden. Parin und seine Frau machten „die Einsicht in eine schmerzliche Niederlage zur Kraftquelle einer neuen Anstrengung“. In der Folge wurde ein spezifisches Verständnis der Psychoanalyse entwickelt, dass später als Ethnopsychoanalyse bezeichnet wurde. Diese sieht Parin – als „einer der Pioniere der Ethnopsychoanalyse“ – dadurch gekennzeichnet, dass sie „aufmerksamer und intensiver... die gesellschaftlichen Wirkungen auf seelische Vorgänge studiert“, als andere Richtungen der Psychoanalyse.
Einen wichtigen Schritt auf diesem Weg bildet Parins Untersuchung zur „Kriegsneurose der Jugoslawen“, einer ansteckenden, auch „Partisanenkrankheit“ genannten seelischen Störung, die sich unter den Partisanen verbreitete und auf deren Höhepunkt bis zu 100.000 Menschen betroffen gewesen sein sollen. Mit seiner Untersuchung entwickelte Parin eine erste psychoanalytische Interpretation, die ihm als Bewerbungsunterlage für den Platz einer Psychoanalyseausbildung diente.
Parin stellt fest, dass es sich um sog. „hysterische Anfälle“ handele, in denen der Betroffene ohne ersichtlichen Anlass in einer Art Trancezustand plötzlich beginnt, Situationen aus dem Partisanenkampf zu inszenieren. War der Anfall vorbei, erinnere sich der Betroffene an nichts. Parin, der etwa 150–200 Anfälle selbst beobachtet hatte, erkennt, dass sich die Anfälle nur auf befreitem Gebiet und überall dort ereignen, wo das Liebes- und Sexualverbot aus dem Partisanenkampf aufrechterhalten war – in ganz Jugoslawien mit Ausnahme von Slowenien, wo es kein Verbot und auch keine Anfälle gibt. Das Liebes- und Sexualverbot, so Parins Interpretation, gilt noch, während im Zustand der Befreiung bei Männern und Frauen Wünsche wach werden, die nicht mehr unterdrückt werden können, denen jedoch auch nicht nachgegeben werden darf: „Als Ausweg gab es die Verdrängung, um dann in einer unbewussten Inszenierung die einzige mögliche Lösung ihrer Probleme darzustellen: zurück in den Kampf, zusammen mit den vertrauten Genossen und Genossinnen, ausgesetzt den Gefahren des Krieges, aber geborgen vor der ungewissen Zukunft und geschützt vor verbotenen Wünschen, geschwisterlich im gleichen Schicksal.“

## Rückreise und Reflexion auf die Psychoanalyse insgesamt
Die Rückreise aus Jugoslawien über Triest in die Schweiz nimmt Parin zum Anlass, die Bedingungen für die Entwicklung der „Psychoanalyse als kulturelles Phänomen“ zu reflektieren – ebenfalls erst spät (Ende 1985) niedergeschrieben in seinem Text Kurzer Aufenthalt in Triest oder Koordinaten der Psychoanalyse, den Kenner für einen „seiner besten Essays“ halten. Parins Überlegungen führen ihn zu der Feststellung, dass die Psychoanalyse ihrem Wesen nach nicht nur eine Methode der Behandlung, sondern zugleich „Instrument einer radikalen Kulturkritik“ sei. Parin sieht die Psychoanalyse als „vertrackte Wissenschaft“, die einen Konformismus, nämlich „dass ihre Träger im Einklang mit den illusionären Wert- und Zielvorstellungen leben, die jede Institution hat und die sie pflegen muss“, nicht verträgt. Eine angemessene Arbeit mit den Mitteln der Psychoanalyse setzt aus Parins Sicht die Bereitschaft voraus, „die eigenen kulturspezifischen Vorurteile und Illusionen in Frage zu stellen und sich als subversiver Geist gegen die etablierten Werte seiner Kultur zu erheben.“ Es sei daher kein Zufall, dass sich die Psychoanalyse aus einer – innerhalb des bürgerlichen Wien abgegrenzten – Subkultur der Wiener Juden entwickelt habe – und auch nicht, dass aus Parins Sicht noch „jeder Entwicklungsschritt der Analyse... von Dissidenten ausgegangen“ sei. Daher auch die Stadt Triest, einerseits Reisestation auf Parins Rückreise und andererseits Symbol für die Psychoanalyse, da hier „kaum eine Familie in den gleichen kulturellen Traditionen und Beziehungen steht wie eine andere“ und es an einem solchen Ort „mehr Wissen von inneren Zusammenhängen, mehr Mut, Tabus zu verletzen, und mehr Kritik gegen Vorurteile braucht“.

## Ausgabe
- Paul Parin: Es ist Krieg und wir gehen hin. Bei den jugoslawischen Partisanen. Mit einem Vorwort von Paul Parin zur Neuausgabe 1997. Europäische Verlagsanstalt, Hamburg 1997, ISBN 3-434-50417-6. (zuerst erschienen 1991)
- Paul Parin: Es ist Krieg und wir gehen hin. Bei den jugoslawischen Partisanen (= Werkausgabe. Band 6). Mandelbaum, Wien 2020, ISBN 978-3-85476-861-6.